# (1406) Komppa
(1406) Komppa ist ein Asteroid des Hauptgürtels, der am 13. September 1936 von dem finnischen Astronomen Yrjö Väisälä in Turku entdeckt wurde.
Der Name des Asteroiden erinnert an Gustaf Komppa, seinerzeit Kanzler der Universität Turku und einer der Gründer des Turku-Observatoriums.